# Hans-Jürgen Bradler
Hans-Jürgen Bradler (* 12. August 1948 in Bochum) ist ein ehemaliger deutscher Fußballspieler, der als Torhüter des VfL Bochum von 1971 bis 1975 in der Bundesliga 44 Einsätze bestritten hat. Bradler erlernte den Beruf des Drehers beim Bochumer Verein.

## Sportliche Laufbahn

### Vereinskarriere
Aus der Jugend des BC Hordel, über die Station TB 54 Eickel in der Verbandsliga Westfalen, Gruppe Südwest, führte der Weg des Torhüters im Sommer 1970 zum Titelverteidiger der Regionalliga West, zum VfL Bochum. Trainerroutinier Hermann Eppenhoff löste im Laufe der Runde 1970/71 den bisherigen Stammtorhüter Theo Diegelmann durch das Talent aus Eickel ab. Bradler hütete in 21 Spielen in der Regionalliga das Tor der Bochumer. Zusammen mit dem vom Lüner SV gekommenen Vorstopper Manfred Rüsing stabilisierte Bradler die Abwehr des VfL und konnte die Titelverteidigung vor Fortuna Düsseldorf und dem Wuppertaler SV feiern. In der Aufstiegsrunde zur Fußball-Bundesliga im Sommer 1971 bestritt er alle acht Spiele gegen die Konkurrenten VfL Osnabrück, FK Pirmasens, Karlsruher SC und Tasmania Berlin.
In der ersten Bundesligasaison des VfL Bochum, 1971/72, war der 1,89 Meter große Torhüter unumstrittener Stammspieler. Er absolvierte alle 34 Spiele für die Elf von Trainer Eppenhoff. Zusammen mit den erfahrenen Spielern Werner Krämer, Reinhold Wosab, Dieter Zorc und dem Torjäger Hans Walitza hatte er wesentlichen Anteil am Klassenerhalt des Aufsteigers. Nebenbei absolvierte Bradler noch seinen Wehrdienst beim Luftwaffenausbildungsregiment 5 im niederländischen Budel und konnte so dem VfL Bochum drei Monate lang im Training nicht zur Verfügung stehen, absolvierte aber trotzdem alle 34 Saisonspiele. Nach dem Grundwehrdienst wurde er in die Sportfördergruppe der Bundesluftwaffe nach Essen-Kupferdreh versetzt. Im Rahmen der CISM Militärweltmeisterschaft absolvierte er drei Länderspiele für die Bundesluftwaffe.
Zur Saison 1972/73 löste Heinz Höher den Ex-Schalker Eppenhoff auf dem Trainerstuhl ab. Das erste Spiel der Saison 1972/73 bei Eintracht Braunschweig gewann der VfL Bochum 2:0 mit Bradler im Tor. Im zweiten Spiel gegen Hertha BSC verletzte Bradler sich an der Schulter. Er musste für den von Alemannia Aachen gekommenen Torhüter Werner Scholz Platz machen. Danach musste sich Hans-Jürgen Bradler mit der Reservistenrolle begnügen. Bis 1975 stand er dadurch nur noch in zehn weiteren Bundesligaspielen im Tor des VfL Bochum in der Mannschaft.
Zur Saison 1975/76 wechselte er zu Westfalia Herne in die 2. Bundesliga Gruppe Nord. In seinem ersten Jahr im Stadion am Schloss Strünkede war er unter Trainer Heinz Murach Stammtorhüter. Er stand in 31 Spielen im Tor der Westfalia. In den nächsten drei Spielzeiten gab es ein Wechselspiel mit Lothar Matuschak. In der Saison 1976/77 war Matuschak, 1977/78 wiederum Bradler der Stammtorhüter des inzwischen in SC Westfalia Goldin Herne umbenannten Vereines. Als 1978/79 die Derbys gegen den DSC Wanne-Eickel auf dem Spielplan standen, hütete sein Mannschaftskollege und sportlicher Rivale Lothar Matuschak in beiden Begegnungen das Tor von Westfalia. Bradler kam in dieser Saison zu sechs Einsätzen in der 2. Bundesliga Nord. Da im Laufe der Rückrunde das Benzin-Imperium des Sponsors Erhard Goldbach Konkurs anmeldete, gab der Tabellenfünfte Westfalia Herne seine Lizenz zurück und wurde in die Amateurliga eingereiht. Danach beendete Hans-Jürgen Bradler seine Laufbahn in der Bundesliga im Sommer 1979 mit 31 Jahren. Bis 1982 spielte er für Westfalia Herne in der Oberliga Westfalen.
Nach einjähriger Pause zog es ihn zurück nach Wanne-Eickel. Er wurde Trainer der zweiten Seniorenmannschaft des DSC-Wanne, der den TB Eickel als Fußballabteilung übernommen hatte. Mit ihm stieg seine Mannschaft aus der Bezirksliga in die Landesliga auf. Nach drei Jahren als Trainer in der Landesliga nahm er aus beruflichen Gründen Abschied vom Fußball.

### Auswahleinsätze
Noch als Torhüter des westfälischen Verbandsligisten TB Eickel bestritt Bradler im Frühjahr 1970 zwei Länderspiele in der Fußballnationalmannschaft der Amateure. Am 7. April debütierte er in der von DFB-Trainer Jupp Derwall betreuten Mannschaft beim 2:0-Sieg in Wien gegen Österreich. Es folgten fünf Einsätze in Serie bis einschließlich des Länderspiels am 18. November 1970 in Zagreb gegen Jugoslawien.
Am 21. November 1970 bekam dann Hans-Peter Schauber von Rot-Weiss Frankfurt in Athen gegen Griechenland seine Bewährungschance. Bei der Afrikatour zum Jahreswechsel 1970/1971 teilten sich die zwei Torhüter Bradler und Schauber die Spieleinsätze bei den insgesamt sieben ausgetragenen Länderspielbegegnungen. Am 25. August 1971 kam mit Jürgen Muche vom 1. FC Saarbrücken ein dritter Aspirant für den Platz im Tor hinzu.
Mit dem Debüt von Günther Wienhold am 12. Januar 1972 entbrannte der Kampf um den Torhüterposten für die Olympiamannschaft 1972 erneut. Nach dem letzten Länderspiel vor den Münchner Spielen, der 1:2-Niederlage am 30. Juli 1972 in Lübeck gegen Finnlands Amateure, wurden personelle Konsequenzen gezogen. Angreifer Edgar Schneider vom FC Bayern München wurde aus dem Turnierkader genommen. Im letzten Vorbereitungsspiel in Coburg gegen den VfB Coburg zog Bradler sich bei einem Zusammenprall mit Rainer Hollmann eine schwere Kopfverletzung zu. Günther Wienhold war nun die Nummer eins im Tor und für Bradler blieb zunächst die Reservistenrolle für das Olympiaturnier 1972 in München.
Nach dem mit 1:4 verlorenen Zwischenrundenspiel gegen Ungarn am 6. September kam der Keeper des VfL Bochum am zwei Tage später stattfindenden Prestigespiel gegen die DDR zu seinem einzigen Turnierspiel. Vor 80.000 Zuschauern im Olympiastadion setzte sich die DDR-Olympiaauswahl mit 3:2 durch. Den Siegtreffer erzielte Eberhard Vogel in der 83. Minute. Mit diesem 20. Einsatz endete seine Karriere in der Amateurnationalmannschaft.
Für die DFB-Nachwuchsauswahl kam Bradler 1971 zu einem Einsatz. Innerhalb der Qualifikation für die U-23-EM 1972 stellten ihn die Trainer in einer Partie gegen den Nachwuchs Albaniens auf.

## Nach der Karriere
Bradler hatte neben seiner fußballerischen Laufbahn ein Maschinenbaustudium als Diplom-Ingenieur abgeschlossen. Während und nach seiner Torwartlaufbahn war er als Ingenieur in mittelständischen Produktionsunternehmen tätig. Von 1996 bis 2006 war Bradler Inhaber einer großen Lottoannahmestelle in Witten, bis 2013 betrieb er in Oer-Erkenschwick einen Imbiss in der Nähe des Stimbergstadions.